# Virgilijus Kačinskas

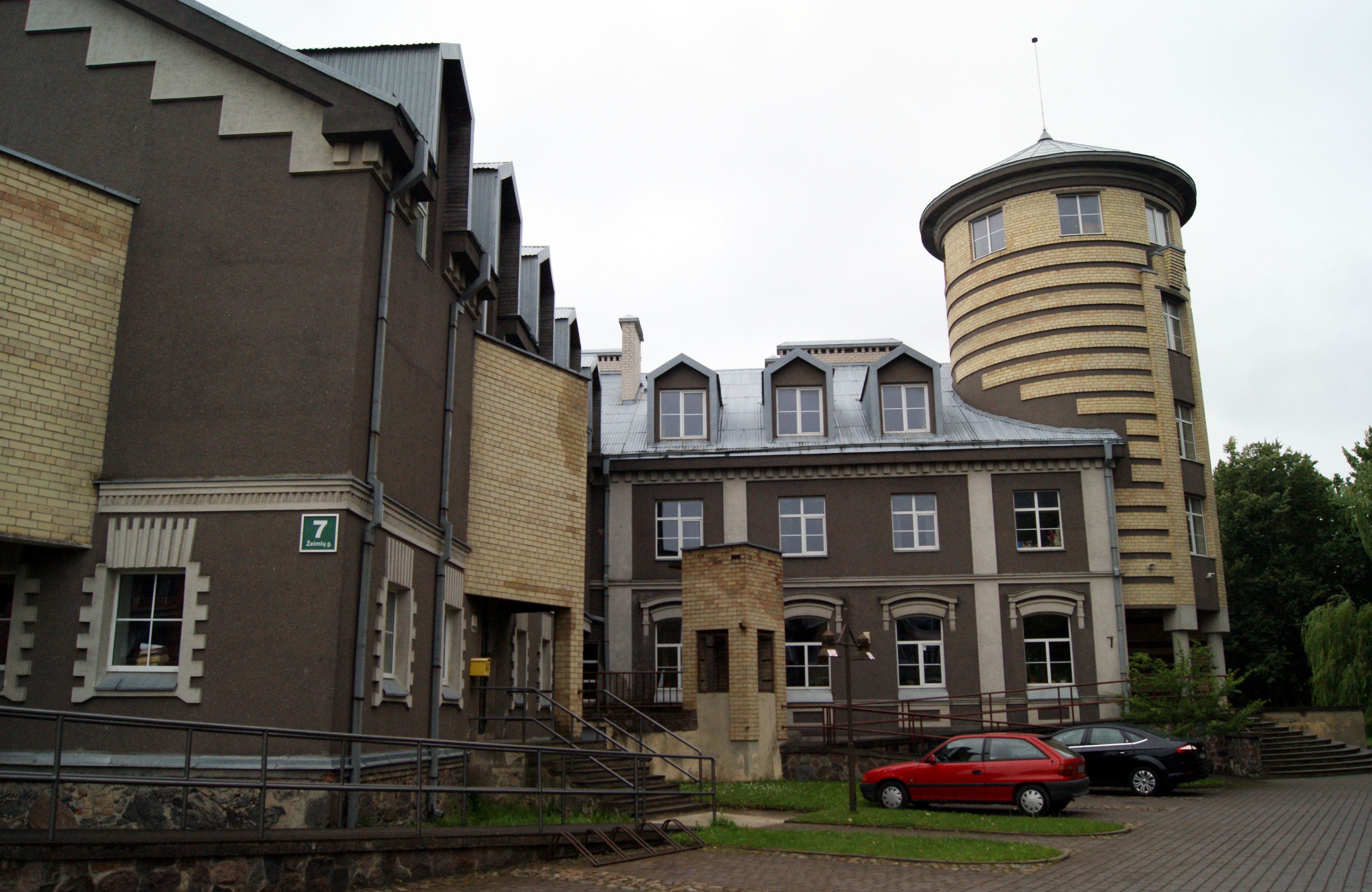
Schloss Ginkūnai

Virgilijus Kačinskas (* 25. Mai 1959 in Vilnius) ist ein litauischer Architekt und Politiker.

## Leben

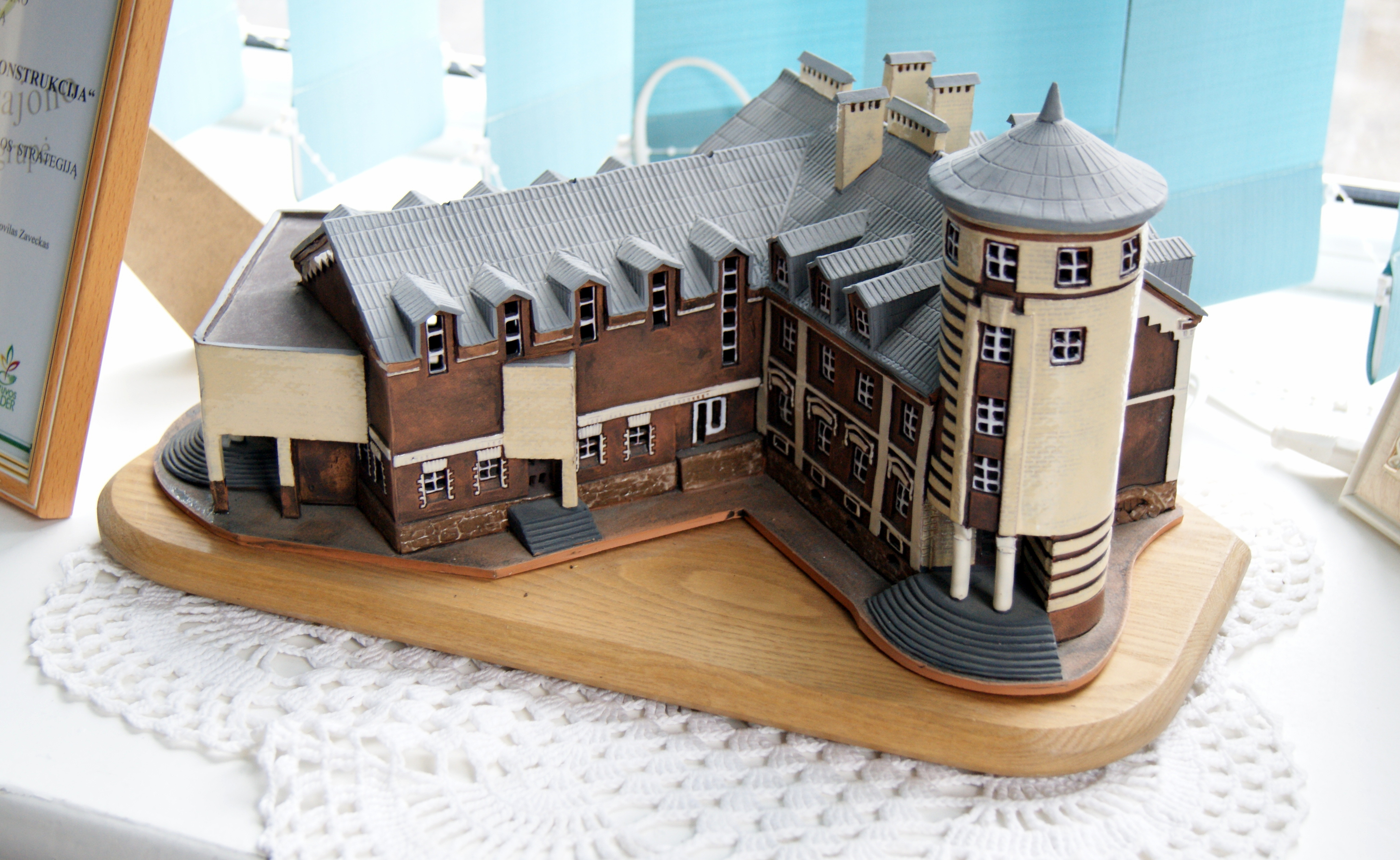
Modell von Schloss Ginkūnai

Nach dem Abitur 1977 in Karoliniškės absolvierte er 1982 mit Auszeichnung das Diplomstudium der Architektur am Vilniaus inžinerinis statybos institutas. Von 1982 bis 1990 arbeitete er am Institut für Projektierung der Kommunalwirtschaft in Šiauliai. Er war Architekt der Erweiterungsbauten von Schloss Ginkūnai. Ab 1988 war er Mitglied von Sąjūdis und von 1990 bis 1992 Deputat im Seimas. Von 1996 bis 2005 war er stellv. Direktor am Zentrum für Kulturerbe. 
Von 1996 bis 2002 war er Mitglied von Lietuvos demokratų partija.
Kačinskas ist verheiratet. Mit Frau Regina hat er den Sohn Mindaugas und die Tochter Jūratė.